# I Got a Boy (песня)
«I Got a Boy» —  песня южнокорейской гёрл-группы Girls Generation, является заглавной песней с четвёртого одноимённого студийного альбома на корейском языке. Он был выпущен 1 января 2013 года компаниями SM Entertainment и KT Music. Песня, которую спродюсировал давний соавтор группы Ю Юн Джин и Уилл Симмс, описывается как гибрид различных жанров, в том числе бабблгам-поп, танцевальная музыка и электропоп.
«I Got a Boy» был успешен внутри страны, дебютировав в Gaon Digital Chart и будучи продан в количестве более 1,3 миллиона цифровых копий в Южной Корее в 2013 году. На международном уровне песня получила в целом положительные отзывы от музыкальных критиков, которые похвалили её эклектичный звук и отметили её как «феномен», который может бросить вызов популярным западным исполнителям, таким как Кэти Перри или One Direction. Сингл с песней достиг 98-го места в Japan Hot 100 и 3-е место в американском World Digital Songs.
Музыкальный клип для песни был снят в октябре 2012 года. В нём представлены хореографические номера, вдохновлённые хип-хопом и поставленные известным американским дуэтом хореографов Nappytabs. Клип получил награду «Видео года» на первых YouTube Music Awards в 2013 году, что привлекло внимание многих других популярных номинантов, таких как Джастин Бибер и Psy, несмотря на то, что в то время Girls Generation была малоизвестна в западной аудитории.

## Предыстория и состав
«I Got a Boy» был написан европейскими композиторами Уилом Симмсом, Сарой Лундбэк Белл и Энн Джудит Вик с привлечением корейского композитора Ю Юн Джина, который является давним соавтором Girls Generation. Песня была записана в студии Boomingsystem компании S.M. Entertainmnent, продюсерами который были Уилл Симмс и Ю Юн Джин.
«I Got a Boy» — это k-pop песня, которая описывается как «эклектичная смесь различных жанров». Согласно журналу Billboard в США, трек содержит элементы электропопа и минимальные барабаны с басами. При рассмотрении альбома I Got a Boy для той же публикации Джефф Бенджамин отметил элементы дабстепа в песне. Между тем, Nick Rolling Stone’s Catucci высказал мнение, что «I Got a Boy» состояло из целого ряда жанров — от минимального R&B до танцевального «высокого BPM». Тогда же, Дуглас Вольк описал трек как «мономаниально обаятельный» гибрид поп-музыки, дабстепа и хард-рока. Тем временем, Дэвид Джеффрис из AllMusic охарактеризовал «I Got a Boy» как смесь дабстепа, EDM и поп-рэпа.

## Промоушен
1 января 2013 года Girls Generation впервые исполнили «I Got a Boy» на своем «Girls Generation’s Fantasy Fantasy» от MBC. Для дальнейшего продвижения песни, группа появилась на нескольких южнокорейских шоу в 2013 году, включая M! Countdown, Music Bank, Music Core и Inkigayo.
Музыкальный клип для песни был организован Хон Вон Кимом из Zanybros и Nappytabs, который работал с лейблами группы TVXQ и БоА. Клип транслировался по Mnet и был выпущен на канале S.M. Entertainment в YouTube 1 января 2013 года.
Согласно Лизе Дарвин, костюмы, представленные в музыкальном видео, включали уличную моду, такую как: Kenzo x Opening Ceremony, коллекцию Adidas Джереми Скотта и печатные лосины; футболку «Good Vibe» Stussy, рубашку от «OG Basic» и куртку Voyity Joyrich. На сцене девушки выступали в одежде британского независимого лейбла Lazy Oaf: рубашка Бэтмена, «фруктовая» футболка и «пицца crewneck». Стиль моды в визуальном представлении был назван «калейдоскопическим уличным взрывом», а сам видеоклип «модным вихрем, забитым разной одеждой». Клайд Барретто из журнала Prefix полагает, что видео было «более красочным, чем радуга», и показало «манящие» и «напыщенные» танцевальные движения.
Видео стало мгновенным успехом на YouTube, получив более 20 миллионов просмотров в течение шести дней и став самым быстрым видеороликом в стиле K-pop для достижения такого успеха в момент его выпуска. С тех пор он привлек более 100 миллионов просмотров на YouTube, став вторым клипом группы, после «Gee».

## Прием

### Домашний прием
«I Got a Boy» был успешен в родной стране группы, Южной Корее. Песня дебютировала в Gaon Singles Chart в неделю, начинающуюся 30 декабря 2013 года, и был продан в количестве 319 824 экземпляров в течение первой недели с момента выпуска. На следующей неделе сингл опустился до 4-го места, продав 242 803 копии. В 2013 году сингл разошёлся тиражом в более 1,35 миллиона копий, став 13-м бестселлером года в стране. В Korea K-Pop Hot 100 «I Got a Boy» дебютировал под 36-м номером 12 января 2013 года. В течение следующей недели сингл был на первом месте.
Песня была номинирована на «Песню года» на церемонии Mnet Asian Music Awards в 2013 году. Она была успешной в музыкальных программах Южной Кореи, достигнув главного места в M! Countdown (три последовательные недели), и Music Bank (три последовательные недели).

### Международный прием

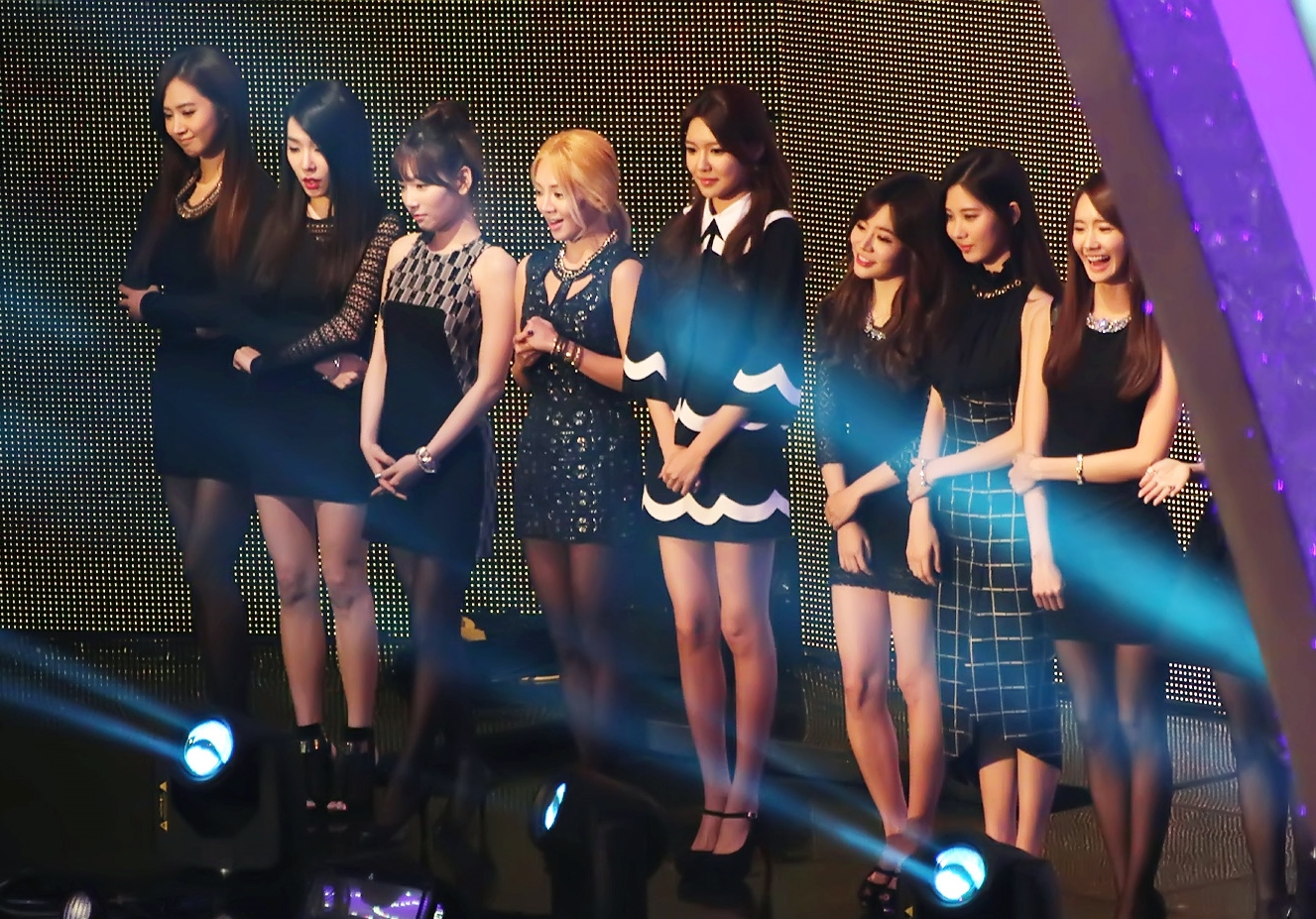
Girls' Generation на Seoul Music Awards в 2014 году

На международном уровне «I Got a Boy» получило в целом положительные отзывы от музыкальных критиков. Музыкальный критик Los Angeles Times Рэндалл Робертс назвал его «разбросанным гимном» и «весело-хаотичной» песней, которая могла бы «указать будущую траекторию поп-музыки». Джефф Бенджамин, обозреватель «K-Town», похвалил песню как "один из Самых передовых мыслей о свинцовой поп-музыке, слышимых в любой стране " за интенсивное сочетание разных звуков и мелодий, и похвалил Girls Generation за то, что они установили рекорд, действительно высокий для поп-музыки в 2013 году. Американские авторы Entertainment Weekly выбрали «I Got a Boy» в качестве ключевого трека «Generation Girls» и рекомендовали группу в качестве одного из пятнадцати «артистов к просмотру» в 2013 году.
Составитель Rolling Stone Ник Катуччи описал песню как «музыкальную гимнастическую рутину». Просмотрев альбом I Got a Boy для AllMusic, Дэвид Джеффрис назвал «I Got a Boy» изюминкой альбома. Time назвало «I Got a Boy» 5-й лучшей песней в списке «Лучшие 10 песен года», назвав её «феноменом популярности», который соперничает с такими исполнителями, как One Direction и Кэти Перри. В августе 2014 года Джейком Дороф из Pitchfork Media перечислил песню в составе своих 20 основных списков песен K-Pop, написав, что «I Got a Boy» помогло «доказать приключенчество слушателей K-pop». Песня стала четвёртым бестселлером сингла K-pop в США в 2013 году, позади «Gangnam Style» и «Gentleman» и «Fantastic Baby» группы Big Bang.
Музыкальное видео для «I Got a Boy» получило премию «Видео года» на YouTube Music Awards, которое состоялось 3 ноября 2013 года на 36-м пирсе в Нью-Йорке. После этого события Girls Generation получила значительный негативный отклик у западной аудитории, так как группа не была хорошо известна в Соединенных Штатах по сравнению с другими кандидатами на эту же категорию, включая Psy, Justin Bieber и Lady Gaga. В результате спорного события музыкальное видео собрало 86 000 просмотров в день награды, по сравнению с 25 000 днем раньше. Следующие пять дней оно увеличилось на 327 % в аудитории.

## Чарты
| Чарт (2013)                        | Позиции в чартах |
| ---------------------------------- | ---------------- |
| Япония (Japan Hot 100)             | 98               |
| Южная Корея (Gaon)                 | 1                |
| Южная Корея (K-pop Hot 100)        | 1                |
| US World Digital Songs (Billboard) | 3                |

### Годовой итоговый чарт
| Чарты (2013)            | Позиция |
| ----------------------- | ------- |
| Billboard K-Pop Hot 100 | 20      |
| Южная Корея (Gaon)      | 13      |

## Награды

### Музыкальные программы
| Программа          | Дата            |
| ------------------ | --------------- |
| Mnet's M Countdown | 10 января, 2013 |
| Mnet's M Countdown | 17 января, 2013 |
| Mnet's M Countdown | 24 января, 2013 |
| Music Bank         | 11 января, 2013 |
| Music Bank         | 18 января, 2013 |
| Music Bank         | 25 января, 2013 |